# پیری‌لی (چوکوروا)
پیری‌لی (به ترکی استانبولی: Pirili) یک منطقهٔ مسکونی در ترکیه است که در کارایسالی واقع شده‌است.